# Fenindiona
La fenindiona es un fármaco derivado de la indandiona perteneciente a la categoría de antitrombóticos antagonistas de la vitamina K que se ha utilizado como anticoagulante y agente antitrombótico. Posee acciones similares a la warfarina, pero ahora rara vez se utiliza debido a su mayor incidencia de efectos adversos graves.
La fenindiona se emplea para el tratamiento de la embolia pulmonar, miocardiopatía, fibrilación y aleteo auricular, embolia cerebral, trombosis mural y trombofilia. También se usa para la profilaxis anticoagulante. La fenindiona es un fármaco de acción corta. Su absorción y excreción es rápida. Otros medicamentos como la difenadiona se excretan de modo más lento y por lo tanto su acción es más prolongada.

## Inconvenientes
Se sabe que la fenindiona puede interferir con los ensayos de creatinina enzimática, resultando en una clasificación errónea.

## Uso en embarazo y lactancia
Es mejor emplear otras alternativas.